# 新潟市の歴史
新潟市の歴史（にいがたしのれきし）は、新潟県新潟市の市域における歴史及び自治体史。

## 年表

### 原始
縄文時代
- 紀元前4000年 : 大江山地区の砂丘に縄文時代前期の遺跡が現れる。
- 紀元前300年 - 紀元前100年 : 緒立遺跡（西区緒立）が営まれる。

弥生時代
- 2世紀 : 六地山遺跡（西区内野・曽和）が営まれる。
- 2世紀 - 3世紀 : 角田山麓や新津丘陵で高地性の集落が営まれる。

古墳時代
- 3世紀末から4世紀初めに、的場遺跡（西区的場流通）が営まれる。
- 4世紀
  - 角田山麓や新津丘陵に古墳が造られる。
  - 緒立八幡神社古墳が造られる。
  - 南赤坂遺跡（西蒲区竹野町）に北方系文化が流入する。
- 6世紀 : 高志深江国造が『国造本記』に記される。

### 古代
飛鳥時代
- 647年 : 日本書紀によれば蝦夷防備の拠点として、朝廷によって渟足柵（ぬたりのき・ぬたりのさく）が築かれる。

奈良時代
- 717年 - 724年 : 養老年間に沼垂城（ぬたりのき）などと書かれた木簡が、八幡林遺跡で破棄される。（1990年に長岡市（旧和島村）で発見される）

平安時代
- 927年(延長5年) : 蒲原郡13社・沼垂郡5社の神名、蒲原津湊（かんばらのつみなと）が『延喜式』に記される。

### 中世
鎌倉時代
- 1207年（建永2年） : 朝廷の専修念仏禁止により、親鸞が越後に流される。
- 1335年(建武2年)12月 : 蒲原津に陣取る新田方の小国政光らを足利方の色部高長らが攻撃。蒲原津の争奪戦が始まる。

室町時代
- 1520年(永正17年) : 高野山清浄心院に「新方」の人が供養を依頼する。
- 1564年(永禄7年) : 京都醍醐寺の僧が新潟に滞在する。

安土桃山時代
- 1581年（天正9年） : 新発田重家の乱
  - 6月16日 : 新発田重家が新潟津を奪取、同地に新潟城を築城し独立する。
  - 6月22日 : 上杉景勝が木場城を築城する。
- 1598年(慶長3年)4月2日 : 堀氏・溝口氏が入封。新潟島を中心とする西部は長岡藩領、沼垂を中心とする東部は新発田藩領になる（市域の一部は村上藩領）。

### 近世
江戸時代初期
- 1631年(寛永8年)9月 : 阿賀野川の洪水で信濃川と阿賀野川を結ぶ加茂屋堀が決壊。阿賀野川と信濃川の河口が合流する。
- 1676年(延宝4年) : 長岡藩により、新潟町奉行が置かれる。
- 1680年(延宝8年)9月21日 : 新潟町が沼垂町の移転のために掘った堀の埋立を求めて幕府に訴える。（湊訴訟）
- 1689年(元禄2年)7月2日 : 松尾芭蕉が『おくのほそ道』の旅路で新潟町に泊まる。

江戸時代中期
- 1697年(元禄10年)12月12日 : 新潟町と沼垂町が信濃川の中州（流作場 (新潟市)）の帰属をめぐって争い、幕府に訴える。（元禄の湊訴訟）
- 1699年(元禄12年)4月26日 : 信濃川の中州の帰属をめぐる争いで、新潟町が沼垂町に勝訴する。
- 1731年 : 阿賀野川の水を排水するために前年に設けられた松ヶ崎掘割が洪水で決壊し、阿賀野川の本流となる。このため、新潟湊に流れ込む水量が減少するも、周辺の排水が良くなって潟の干拓と新田開発が進む。
- 1768年 : 新潟町民への長岡藩の御用金徴収に対し、涌井藤四郎らの町人が蜂起し、約2ヶ月に渡って町民による完全な自治を行った。（新潟明和騒動）。

江戸時代後期
- 1820年 : 新川が開通。
- 1843年 : 新潟町は天領となり、川村修就が初代新潟奉行に任命。

幕末（1853-1868）
- 1858年 : 日米修好通商条約によって開港五港の一つに指定されたが、水深不足で開港が遅れる。

### 近代
明治初期
- 1868年（慶応4年）

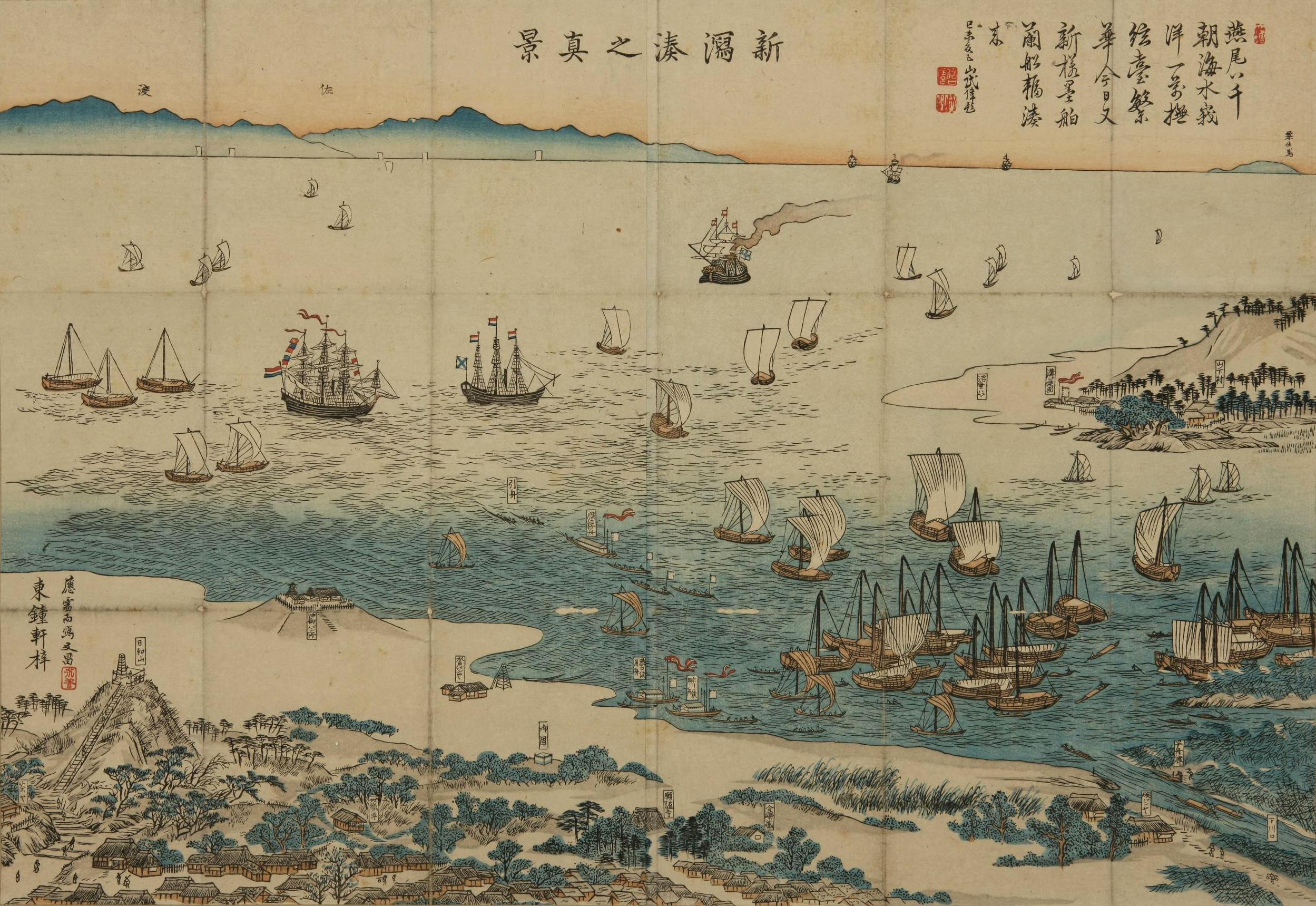
錦絵『新潟湊之真景』安政6年（1859年）井上文昌筆（新潟県立図書館蔵）

  - 旧暦7月 : 戊辰戦争で幕府側との攻防戦の末に新政府軍が新潟町を占領し、新潟民政局を設置。
  - 11月5日（明治元年9月21日） : 新潟に府庁を置くことを前提に越後府が新潟府に改称。ただし、実際に府庁が新潟に開かれたのは1869年2月26日（明治2年1月16日）。
- 1869年
  - 1月1日（明治元年11月19日） : 新潟港が外国船に開港。
  - 9月3日（明治2年7月27日） : 新潟県（4月3日（旧暦2月22日）に改称）が廃止され、水原県となる。県庁所在地は水原。
- 1870年4月7日（明治3年3月7日） : 水原県が廃止され、新潟県設置。再び県庁所在地となる。
- 1879年（明治12年）4月9日 : 郡区町村編制法の新潟県での施行により、蒲原郡のうち新潟町・寄居白山新田村の区域をもって行政区域としての新潟区が発足。
- 1880年（明治13年）
  - 8月7日 : 新潟大火で市街地を焼失。
  - 新潟県新潟市南浜通にパーム病院が開設される。
- 1886年（明治19年） : 初代萬代橋が完成。

明治後期
- 1889年（明治22年）4月1日 : 市制の施行により新潟区235町および西蒲原郡関屋村古新田の区域をもって新潟市が発足。
- 1896年（明治29年）7月22日 : 横田切れにより被災。
- 1897年（明治30年）11月20日 : 北越鉄道（現信越本線）開通。
- 1908年（明治41年）3月8日 : 若狭屋火事により、初代萬代橋が焼失。同じ年の9月の大火で、市街地の大半を焼失する。
- 1909年（明治42年） : 二代目萬代橋が完成。

大正時代
- 1913年（大正2年）8月28日 : 木津切れにより被災。
- 1914年（大正3年） : 中蒲原郡沼垂町と合併。その後も周辺町村を合併して市域を拡大。
- 1917年（大正6年）10月2日 : 曽川切れにより被災。
- 1922年（大正11年）  : 木崎村小作争議。（ - 1926年）

昭和戦前期

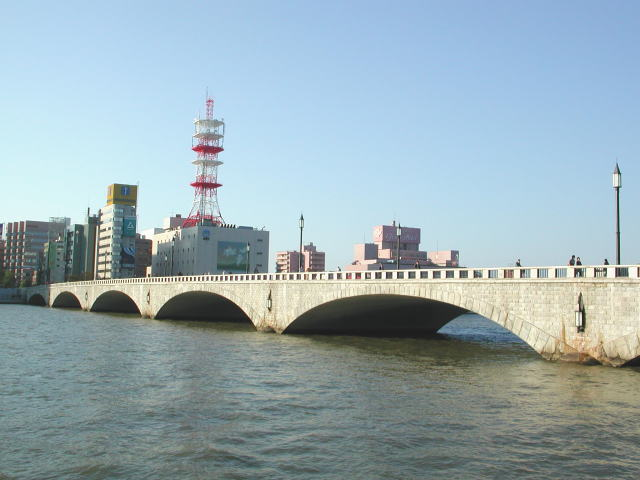
三代目萬代橋

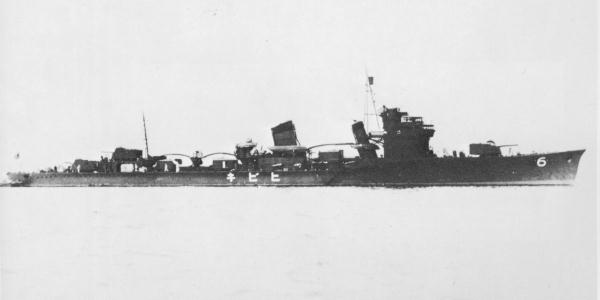
舞鶴鎮守府第一〇五戦隊旗艦「響」

- 1928年（昭和4年） : 初代の「新潟市歌」（作詞：手塚義明、作曲：信時潔）を制定。
- 1929年（昭和3年） : 三代目萬代橋が完成。
- 1933年（昭和8年） 
  - 時期不詳 : 新潟電鉄（後の新潟交通電車線）県庁前 - 燕全線開通。
  - 5月：新潟市商工奨励館で第9回全国菓子飴大品評会が開催された[1]。

戦中期
- 1945年（昭和20年）
  - 1月13日 : 第12方面軍新潟陸軍輸送統制部が編成される。
  - 2月1日 : 新潟市内の映画館が4館に削減される。
  - 3月 : 第12方面軍新潟陸軍輸送統制部が新潟市に設置される。
  - 4月-5月 : 船舶工兵（暁部隊）が新潟市に進駐する。
  - 5月1日 : 新潟港湾警備隊が新潟港に配置される。
  - 5月3日 : 新潟市内の第1次建物疎開が始まる。
  - 5月5日 : 舞鶴鎮守府第一〇五戦隊が新潟港に配置される。
  - 5月5日 : 新潟縣護國神社の鎮座祭が行われる。
  - 5月14日 : 新潟港に最初の機雷が投下され、白龍丸が触雷する。
  - 6月28日 : 新潟市内の第2次建物疎開が始まる。
  - 7月1日 : 舞鶴鎮守府第一〇五戦隊旗艦の駆逐艦響が新潟港に入港し、南埠頭に接岸する。[2]
  - 7月2日 : 鉄工丸の引くはしけが触雷して28人が死亡する。
  - 7月17日 : 新潟飛行場がアメリカ軍艦載機の攻撃を受ける
  - 7月20日 : 新潟市の高射砲がB-29を1機撃墜。
  - 7月24日 : アメリカ合衆国が新潟市などを原子爆弾の投下目標地に定める。
  - 8月6日 : 広島市への原子爆弾投下
  - 8月6日 : 新潟市内に第3次建物疎開命令が出る。
  - 8月9日 : 長崎市への原子爆弾投下
  - 8月10日 : アメリカ軍の航空母艦から発進した艦載機16機が新潟市を攻撃。[3]
  - 8月10日 : 原子爆弾投下の虞から多くの新潟市民が疎開を始める。
  - 8月11日 : 新潟県が新潟市民に対して「原爆疎開」を命じる8月10日付の知事布告を発表。

### 現代
戦後復興期
- 1946年（昭和21年）9月29日 : 新潟日報社襲撃事件が発生。
- 1948年（昭和23年） : 栗ノ木排水機場が完成。これ以後、亀田郷の土地改良が進む。

高度経済成長期
- 1955年（昭和30年） : 新潟大火で中心市街の大部分を焼失。
- 1958年（昭和33年）4月29日 : 新潟駅が現在地に移転。
- 1959年（昭和34年）
  - 12月4日 : 新潟日赤センター爆破未遂事件で韓国人テロ工作員2名を逮捕。
  - 12月14日 : 在日朝鮮人の帰還事業の第1次帰国船が新潟港を出港。
- 1964年（昭和39年）
  - この年までに市内の堀が全て埋め立てられる。
  - 1月26日 : 新潟国体開催。
  - 6月16日 : 新潟地震が発生。大きな被害を受ける。
  - 12月 : 関屋競馬場（旧新潟競馬場）が廃止。
  - 阿賀野川流域で新潟水俣病が発生。
- 1968年（昭和43年） : 「スポーツと音楽の都市」を宣言。
- 1969年（昭和44年） : 2代目の現「新潟市歌」と市民愛唱歌「砂浜で」を制定。
- 1972年（昭和47年） : 関屋分水路が完成。
- 1973年（昭和48年） : 新潟バイパスが開通（以後、新新バイパス、新潟西バイパスなども順次開通）。

昭和後期から平成初期
- 1978年（昭和53年）
  - 3月10日 : 今町会館ビル火災（11名死亡。市内では希少とも言える雑居ビル火災による2桁の犠牲者を出している）。
  - 9月21日 : 北陸自動車道・新潟黒埼IC（当時） - 長岡JCT・長岡ICが開通。
- 1982年（昭和57年） : 上越新幹線・大宮駅 - 新潟駅間が開業。1985年に上野駅乗入れ開始。
- 1983年（昭和58年） : 同年暮れから翌1984年（昭和59年）初春にかけて59豪雪に襲われ、新潟市ではシーズン総降雪量が観測史上最高の422cmを記録する。
- 1985年（昭和60年） : 関越自動車道全線開通により、関東地方各地と結ばれる。
- 1986年（昭和61年） : 固定電話（新潟MA）の市外局番が「0252」「0253」などから「025」に統一される。本州日本海側では初の市外局番3桁化。
- 1988年（昭和63年） : 北陸自動車道全線開通により、北陸地方各地と結ばれる。
- 1990年（平成2年）10月 : ウラジオストク在住の男児アレクセイ・ブロジャンスキー（当時4歳）が、火傷の治療のため新潟市民病院に入院する。
- 1991年（平成3年） : 東北新幹線・東京駅 - 上野駅開業に伴い、上越新幹線東京駅乗り入れ開始。
- 1994年（平成6年） : 北陸自動車道・新潟亀田IC - 新潟西IC開通により、当時の新潟市域に初めて高速自動車国道が開通。

中核市時代
- 1996年（平成8年）
  - 中核市に移行。
  - 8月4日 - 旧巻町で 角海浜への巻原子力発電所の建設の是非を問う、全国で初めての常設型住民投票条例の制定による住民投票が行われ、原発反対派が大差で勝利した。
- 1997年（平成9年） : 磐越自動車道全線開通により、東北太平洋側と結ばれる。
- 1998年（平成10年）8月4日 : 8.4水害発生。市内各所で床上浸水等の甚大な被害を受ける。交通も主要幹線道路が水没し、機能が麻痺。
- 1999年（平成11年） : 新潟交通電車線全線廃止。
- 2001年（平成13年）1月1日 : 西蒲原郡黒埼町を編入合併。合併協議中は「合併により人口が50万人を突破」と言われていたが、2000年国勢調査によると、新潟市の人口は同年10月1日現在の調査値で501,431人を数え、居住人口としては合併直前に単独で50万人を突破（尚、同日現在の住民基本台帳人口は490,194人）。
- 2002年（平成14年） : FIFAワールドカップが新潟スタジアムで開催。
- 2004年（平成16年）
  - アルビレックス新潟がJ1昇格。
  - 7月13日 : 7.13水害発生。甚大な被害は無かったものの、一部地域で床下浸水等の被害を受ける。
  - 10月23日 : 新潟県中越地震発生。新潟市には直接的な被害はなかったものの、関東・北陸方面との交通網寸断や風評被害などで経済的な損害。
- 2005年（平成17年）
  - 3月21日 : 新津市、白根市、豊栄市、中蒲原郡小須戸町、横越町、亀田町、西蒲原郡岩室村、西川町、味方村、潟東村、月潟村、中之口村の12市町村を編入合併。
  - 10月10日 : 西蒲原郡巻町を編入合併。
  - 12月22日 - 23日 : 新潟大停電。
- 2006年（平成18年）
  - 7月5日 : 北朝鮮によるミサイル発射実験を受けて、日本政府が新潟西港に入港予定だった万景峰号に対し半年間の日本入港禁止措置を出す。
  - 10月24日 : 浜松市（静岡県）とともに政令指定都市への移行が閣議決定され、27日に政令公布。

政令指定都市時代
- 2007年（平成19年）
  - 4月1日 : 政令指定都市に移行。
  - 6月4日 : オムニバスタウンに指定。
- 2008年（平成20年）5月11日-13日 : G8第34回主要国首脳会議労働大臣会合が朱鷺メッセで開催される。
- 2009年（平成21年）
  - 7月18日 : 第1回水と土の芸術祭が12月27日まで開催される。
  - 9月26日 : トキめき新潟国体が10月6日まで開催される。
  - 12月17日 : 59豪雪以来、26シーズンぶりの豪雪。2010年（平成22年）2月4日午前7時には中央区で81cmの積雪を記録。連日にわたって積雪被害や市内交通の機能低下などが生じる。
- 2010年（平成22年）
  - 第1回ラ・フォル・ジュルネ新潟が開催される。
  - 10月16日-17日 : APEC食料安全保障担当大臣会合が朱鷺メッセで開催される。
  - 10月 : 在新潟中国総領事館の万代小学校跡地移転問題が起こる。
- 2011年（平成23年）
  - 1月25日 : 泉田裕彦新潟知事と篠田昭新潟市長が、新潟州構想を共同会見で発表。
  - 7月28日 : 平成23年7月新潟・福島豪雨により、市内各地で河川増水や浸水などの被害に見舞われる。
  - 8月 : 日本海横断航路（新潟 - ザルビノ）が開設される。
  - 11月11日 : 新潟港が日本海側拠点港となる。
- 2013年 (平成25年) 
  - 4月27日 : 新潟市秋葉区滝谷町の民家の敷地内で、石油を含む水が噴出。
  - 8月9日 : 新潟市東区牡丹山の神社で、古墳時代中期の5世紀前半に造られたとみられる古墳が発見される。
- 2014年（平成26年）5月1日：「大規模農業の改革拠点」として国家戦略特区に指定される[4]。
- 2016年（平成28年）4月23日・24日：G7新潟農業大臣会合が開催される[5]。
- 2018年（平成30年）
  - 4月15日：新潟駅高架化第一期開業。
- 2019年（令和元年）5月11日・12日：G20新潟農業大臣会合が開催される[6]。
- 2022年（令和4年）
  - 5月：ラムサール条約湿地自治体に認証される[7]。
  - 6月5日：新潟駅の在来線全線高架化が完了[8]。
- 2023年（令和5年）5月11日 - 13日：G7新潟財務大臣・中央銀行総裁会議が開催される[9]。
- 2024年（令和6年）1月1日：能登半島地震で最大震度5強を観測[10]。西区を中心に断水のほか液状化現象が発生[11][12]。

## 原始

### 旧石器時代から弥生時代
現在の新潟市域における人々の営みの始まりは、約2万年前の旧石器時代に丘陵と山麓を中心に始まった。現在の市域の大部分はまだ海の底であった。
約6000年前の縄文時代前期には平野部の砂丘に生活範囲を広げていき、弥生時代後期、新津丘陵や角田山麓に高地性集落がつくられる。新津丘陵の古津八幡山遺跡は、日本海側北端付近に位置する大規模な高地性集落であった。

### 古墳時代
古墳時代前期にはヤマト王権の勢力下にあり、新津丘陵に古津八幡山古墳、角田山麓に山谷古墳、菖蒲塚古墳などが造られていった。ヤマト王権にとって越後平野は、東北地方へと勢力を拡大するための拠点地域であり、北方の文化も入り込んでいた。
古墳時代の後期にヤマト王権は地方の豪族を国造に任命。市域周辺では高志深江国造が任命され、647年(大化3年)には北方の蝦夷支配の拠点として渟足柵(ぬたりのさく)を設置した。

## 古代

### 奈良時代
奈良時代が始まる8世紀前半、国・郡・郷を単位とする地方制度が整った。市域は阿賀野川を境に、北が越後国沼垂郡、南が越後国蒲原郡となった。沼垂郡には沼垂郷・賀地郷など、蒲原郡には桜井郷・青海郷などがあった。また、信濃川の河口には蒲原津があった。蒲原津は越後国の国津(くにつ)（公的な港）で、人や物資の集まる交通の要衝であった。
地方制度が整備されたころ、新津丘陵では須恵器や鉄の生産が始まり、信濃川左岸の低地ではサケの漁獲・加工が行われた。須恵器や鉄の生産は、地域の自給力を高めるために、国や郡の役人が主導して進めたと考えられている。サケは、税として都（朝廷）に納める越後国の特産品であった。また、海岸砂丘地帯では塩が作られた。

## 中世
鎌倉時代以降は北条氏・佐々木氏・宇都宮氏・上杉氏など頻繁に領主が替わった。南北朝時代には南朝の影響が強く、小国政光により蒲原津城が築城され南朝方の拠点となり越後騒乱の中心となる。16世紀には信濃川河口に新潟、阿賀野川河口に沼垂（ぬったり）の地名を持つ港町が現れ、上杉謙信の支配下で栄えた。

### 鎌倉時代
平安時代の末期以降、阿賀野川以北に豊田荘・白河荘・加地荘、新津丘陵周辺に金津保・青海荘、弥彦や角田山周辺に弥彦荘・吉田保などの荘園・保ができた。荘園を現地で経営し、開発を進めたのは越後の武士であった。
鎌倉幕府が成立すると、荘園の経営は、幕府から地頭に任じられて移住してきた関東の武士に代わった。彼らはさらに開発を進め、支配権を強めて在地領主となった。蒲原津は越後国主が支配する公領であった。

### 室町時代
1335年(建武2年)、阿賀北（阿賀野川以北）の戦いを皮切りに越後における南北朝の動乱が始まった。越後の北朝方の中心は加地荘（新発田市）の加地氏、南朝方の中心は天神山城(西蒲区)の小国氏であった。舟運の拠点である蒲原津をめぐって激しい争奪戦が繰り返された。この戦いの記録に、阿賀野川河口右岸の沼垂湊が現われる。当時の沼垂湊は、加地荘の領域であった。
高野山清浄心院の「越後過去名簿」（過去帳・供養帳）によれば、戦国時代の1520年(永正17年)に「新方」の人が供養を依頼している。これが現在、新潟という地名が出てくる最も古い記録である。1564年(永禄7年)には、京都醍醐寺の僧が「ニイカタ」の旅籠に長逗留し、蒲原各地を回った。
新潟津は信濃川河口左岸にあり、蒲原津・沼垂湊と合せて、当時「三か津」と呼ばれた。越後の戦国大名上杉謙信は、三か津に配下の代官を置いた。新潟津が現れてから蒲原津は衰え、新潟津が信濃川・阿賀野川河口の中心的な湊となった。

### 安土桃山時代
1580年(天正8年)、阿賀北（阿賀野川以北）の武将、新発田重家が新潟津を占拠し、上杉景勝（上杉謙信の後継者）との抗争が始まった。上杉方は木場城（(きば)西区）を造り、新潟津を攻めたが容易に攻略できなかったが1586年(天正14年)、新発田方に味方していた新潟・沼垂の町民たちが上杉方へ寝返り、上杉方は新潟・沼垂を制圧することができた。新潟津を失った新発田氏は翌1587年(天正15年)に滅ぼされ、越後国は上杉景勝によって統一された。
1598年(慶長3年)、上杉景勝は豊臣秀吉の命令で会津（福島県）への国替えとなり、家臣とともに越後を去ることとなり、天神山城・木場城など家臣たちの城は廃城となった。後継の大名の交代が度々行われ、新潟市域は近世初期に、大半が新発田藩領と長岡藩領になったほか、村上藩領・沢海藩(そうみ)領・与板藩領・幕府領・旗本領に分かれた。

## 近世
17世紀に、堀氏・溝口氏が入封し、新潟島を中心とする西部は長岡藩領、沼垂を中心とする東部は新発田藩領になった（市域の一部は村上藩領）。この頃、信濃川と阿賀野川が合流して河口を共有するようになり、水量が豊富な新潟湊が日本海船運の拠点として発展した。

### 江戸時代初期
信濃川・阿賀野川下流域の低地の開発は、藩の新田開発奨励などにより、近世前期に急速に進んだ。多くの村が生まれ、米の生産量は1598年(慶長3年)から1664年(寛文4年)の間に数倍も増加した。開発の進展の背景には、移住もあった。市域には、「一向宗（浄土真宗）の弾圧で越前（福井県）・加賀（石川県）から逃れてきた」とか、「新発田の殿様に付いて加賀から来て開発した」などと伝えられる村が数多く存在する。
新潟湊は長岡藩領、沼垂湊は新発田藩領となった。その後、信濃川・阿賀野川河口部の地形が変化し、新潟湊は1655年(明暦元年)に信濃川左岸の現在地に移転した。沼垂湊はこれに遅れて1684年(貞享元年)に、4度目の移転で信濃川右岸の現在地に落ち着いた。同じ時期に越後平野の生産力が増加し。北前船の西回り海運が安定する時期までに移転を終えた新潟湊は、1697年(元禄10年)には、日本海側屈指の湊に発展していた。

### 江戸時代中期
江戸時代中期以降、新田開発のために海への放水路が開削された。1730年(享保15年)に通水した松ヶ崎堀割は、翌1731年(享保16年)の増水で決壊して幅が広がり、阿賀野川の新河口（現在の河口）になった。また、1820年(文政3年)に通水した内野新川は、現在も西区・西蒲区一帯の基幹排水路となっている。
この頃、長岡藩は新潟町に、度々御用金を課した。1768年(明和5年)、長岡藩による御用金を原因とする一揆である新潟明和騒動が発生。町民の支持を得た一揆側が涌井藤四郎を町の総代とし、約2か月にわたり町政を執行した。事件後、町民は処刑された涌井を、義民として密かに語り伝えた。
新田開発の進展と人口増加により、市域では近世中期までに葛塚(くずつか)（北区）、亀田（江南区）、新津・小須戸（秋葉区）、白根（南区）、大野（西区）、曽根・巻（西蒲区）などの在郷町が生まれた。在郷町には六斎市（定期市）が開かれた。在郷町は舟運の要所に位置しており、舟運が交通の動脈であった。

### 江戸時代後期
江戸時代後期、新潟湊では唐物（中国製品）と俵物（北海道製品）の密輸が行われていたことから、幕府は密輸を摘発。1843年(天保14年)に新潟町を幕府領にした。初代新潟奉行の川村修就は、海岸に台場（砲台）を築くなど海防に努めた。(新潟上知)

### 江戸時代末期
1858年(安政5年)の日米修好通商条約で、開港5港の一つとして新潟湊は日本海側における開港場となった。しかし、各国は水深が浅い新潟湊の開港にすぐには同意せず、開港前に幕府は倒れることとなる。
1868年(慶応4年)、新政府軍と旧幕府側との間に戊辰戦争が起こり、新潟港は旧幕府側（奥羽越列藩同盟）の補給基地となった。兵器は、外国商人が船で横浜などから運んできた。同年7月の北越戦争では、新政府軍が船団で新潟砂丘に上陸し、新潟町を制圧すると、同盟側は補給路を失い、戦局は決定的となった。同年9月、慶応から明治に改元。会津藩は降伏し、新潟町は戦災で市街地を焼失した状態で明治維新を迎えた。

## 近代

### 明治初期
1869年1月(明治元年11月)に新潟港が開港。1870年(明治3年)に長岡藩の支藩の三根山藩は、戊辰戦争で困窮していた長岡藩に救援米百俵を贈った。長岡藩はこれを一時しのぎの食糧とせず、学校の建設費に充てた。これと同じ年に新潟町は新潟県の県庁所在地となり、白山公園の開設や第四銀行の設立、新潟県会の開設など近代化が進められた。
1879年(明治12年)、郡区町村制で蒲原郡は4郡となり、新津町に中蒲原郡役所、巻村に西蒲原郡役所が置かれた。新潟町は郡役所に属さない新潟区となった。1889年(明治22年)に市制・町村制が実施され、市域は1市（新潟市）・123町村になり、さらに、1901年(明治34年)の大合併で1市・67町村になった。
1889年の市制施行時、新潟市の市域は信濃川左岸下流側の地域（現在の新潟島における、中流域から下流域にかけての地域）のみで構成され、中心市街地は古町や本町を中心とした地域であったが、人口増加によって下流域の入舟地区や上流域の関屋地区へ向けて市街地が次第に拡大した。一方、その対岸にあたる右岸下流域は沼垂町の町域で、信濃川下流域では古くから、この新潟と沼垂の二箇所を中心に栄えてきた。しかし、新潟は旧長岡藩、沼垂は旧新発田藩と出自が異なる経緯もあって、江戸時代から明治時代中期にかけ、信濃川、阿賀野川の水利権や新潟湊（現在の新潟港西港区）、北越鉄道（現在の信越本線）の駅設置など、様々な権益をめぐって紛争を繰り返してきた。しかし1886年、信濃川に萬代橋が架橋されると、両市町の生活圏は徐々に一体化した。明治中期以降、新潟側は人口増加によって都市や港湾を拡充する余地を失い、沼垂側の広大な土地を利するしかなくなり、また沼垂側も町単独では都市や港湾の整備を進めるのは困難で、開発は遅々として進まなかった。

### 明治後期

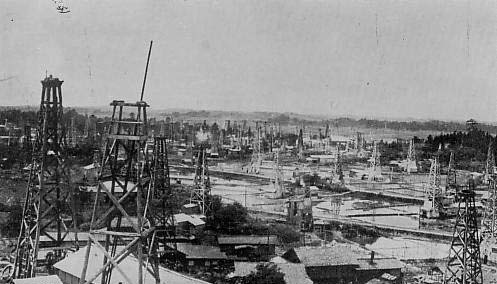
往時の新津油田

川の流れが緩やかな越後平野下流部では、明治期、川蒸気船が盛んであった。しかし、1897年(明治30年)、沼垂(ぬったり)から一ノ木戸（三条市）間の鉄道が開業し、大正期に鉄道網が広がると、交通の中心は川蒸気船から鉄道に移っていった。
明治30年代に新津油田の機械掘削が本格化。大正期に新津町は「石油の町」として栄えて国内最大の油田となり、新潟市・沼垂町では石油産業が発達した。
信濃川下流の根本的な洪水対策である大河津分水路は、江戸時代からの懸案であった。分水工事は1909年(明治42年)に国営で着工された。

### 大正
越後平野には沢海（江南区）の伊藤家など「千町歩地主」が点在し、中小地主が各地にいた。地主は、ハサ木による米の乾燥など農業技術の改良に努めた。大正期には小作争議が多発したが、地主は銀行や博物館の設立など、経済・文化にも大きく寄与した。
日本のチューリップの商品生産は、大正中期、小合(こあい)村（秋葉区）で小田喜平太を中心に始められた。オランダ球根を輸入するなどして作付けが拡大し、新潟県は日本一の生産地となった。畑が赤や黄色に染まる開花期の風景は、今も新潟の春の風物詩である。
新潟港は明治中期以降、国内有数の北洋漁業基地となったが、水深が浅く大型船が入港できなかった。こうした中、1907年に沼垂で大火が発生した際、新潟市側が消火応援を行ったのをきっかけに、両市町の一体化へ向けた機運が決定的となり、1914年(大正3年)、新潟市と沼垂町は近代埠頭の築造を期して合併した。
1922年(大正11年)に大河津分水路が通水。現市域の大洪水の危険は激減し、新潟港の築港も可能になった。1926年(大正15年)、沼垂側に埠頭が完成。都市開発や港湾施設の整備が進捗し、市街地はさらに拡大して内外貿易は盛り返した。

### 昭和戦前期

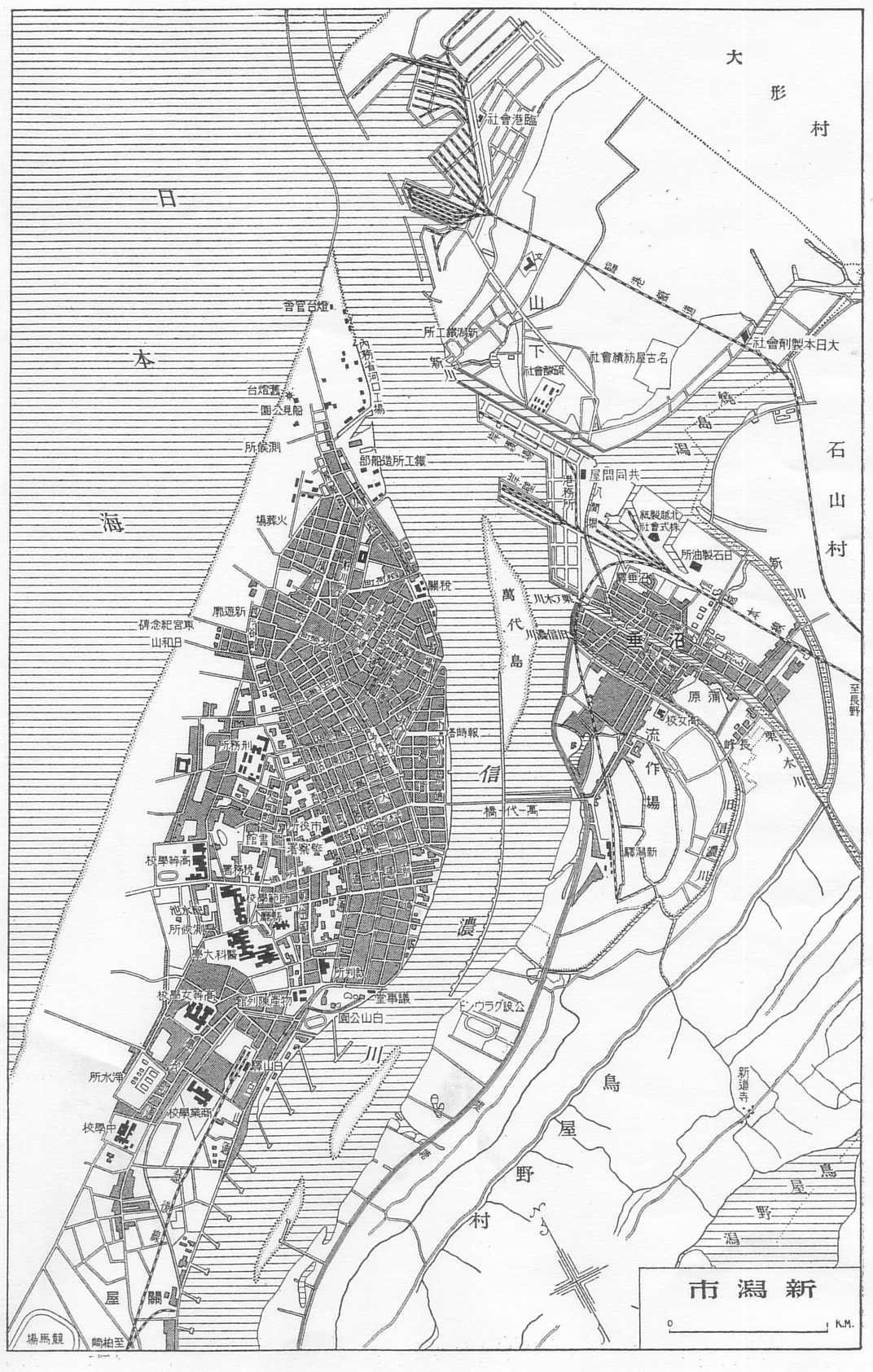
1930年頃（昭和初頭）の新潟市の地図。新市域の沼垂とは萬代橋のみで繋がっていた。

1922年(大正11年)、大河津分水路が通水して信濃川下流域の水量が減少し、さらに1929年(昭和4年)に萬代橋が現在のコンクリート橋である3代目に架け替えられて以降、信濃川両岸では狭まった信濃川の流路跡が埋立地として開発された。
現在の万代・八千代にあたる地域は、元々信濃川の流路跡である。また現在朱鷺メッセや佐渡汽船のターミナルビルが所在する万代島や、現在の幸西・上所などにあたる地域は、元々信濃川の中州であった場所がこの埋め立てにより陸続きとなった土地である。これらの埋立地は戦後にかけて約四半世紀にわたって開発が進められ、市街地拡大や港湾施設の拡充に役立てられた。
1931年(昭和6年)に上越線が全通。翌1932年(昭和7年)には、中国東北部に「満州国」が建国される。新潟港は東京から鉄道で最も近い日本海側の港となり、東京と満州の首都を結ぶ最短路に位置する港となった。政府は政府命令航路である新潟発着の日満航路を開設。新潟港は対岸進出の拠点港になった。

### 戦中期
太平洋戦争の戦局が悪化すると、太平洋側から多くの軍需工場が進出した。1944年（昭和19年）、太平洋側の港湾機能の低下により新潟港の貨物量は過去最高を記録した。しかし、新潟港も1945年（昭和20年）5月14日の機雷投下で封鎖状態になる。
B-29撃墜
1945年7月20日未明、市の高射砲がB-29（陸軍航空軍第21爆撃集団第313爆撃団第6爆撃群第24爆撃隊所属）を1機撃墜。機体は旧横越村の焼山地区に墜落した。
艦載機による新潟市への攻撃
1945年8月10日、アメリカ海軍の航空母艦ヨークタウンから発進したF6F・16機が市内を攻撃。15分間の攻撃で多数の市民が死傷する。

## 現代

### 戦後復興期
太平洋戦争が終結した1945年(昭和20年)9月、アメリカ軍が新潟市に進駐し、新潟市公会堂に軍政部を設置した。新潟飛行場は接収され、軍需工場は操業が停止された。極端な物不足のため闇市が出現し、農村には食糧の強制供出が割り当てられた。
地主から農地委員会が農地を買い上げ、小作農民に売り渡す農地改革が進められた。改革は1950年(昭和25年)に終了し、自作農地は9割以上になった。地主制は消滅し、農村は自作農家中心の村落に変わった。
1948年(昭和23年)、栗ノ木排水機場が運転を開始し、国・県営の大排水機場が順次整備された。農家は、耕地整理組合や土地改良区を組織し、農地を統一規格に整備した。市域の農地は、1955年(昭和30年)ごろにはほとんどが整然と区画された乾田となり、牛馬・動力機械による農業が可能になった。
電力・石油不足の中で、復興を支えたのは水溶性天然ガスであった。敗戦直後はバスや工場の燃料であったが、1950年(昭和25年)ごろから尿素やメタノールを生成するガス化学工業の原料に用途が広がり、工業復興の中心となった。新潟港の貨物量は、1956年(昭和31年)に戦時下を超えた。

### 高度経済成長期
1955年（昭和30年）、新潟大火が発生。1964年(昭和39年)6月、マグニチュード7.5の新潟地震が発生。被害は新潟市の中心部に集中した。地震後、工場の集団移転や住宅団地の郊外化が顕著となり、豊栄（北区）・亀田（江南区）・黒埼（西区）地区などとの一体化が進んでいった。
昭和30〜40年代、煤塵(ばいじん)や水質汚濁など公害が深刻化した。新潟で特に深刻であったのは、天然ガス採取によって発生した新潟島をはじめとする中心部の地盤沈下だった。ゼロメートル地帯が広がり、浸水被害が相次ぎ、海岸の砂浜も消失した。また、阿賀野川流域では有機水銀中毒（新潟水俣病）が発生。1985年(昭和60年)までに690人が患者と認定された。
高度経済成長期は災害からの復興、公害の対策に追われていたが、1963年(昭和38年)に国土開発の一つとし新潟東港の建設が着工。1969年(昭和44年)に開港し、石油備蓄基地・コンテナ埠頭などが整備されて日本海側の貿易中枢港となった。新潟西港はフェリー埠頭などが整備され、商業・流通港となった。
昭和40年代前半、米の生産が需要を上回り、米価抑制と生産調整（減反）が始まった。機械化による省力化や、兼業農家の増加が急速に進んだ。また、園芸作物が注目され、黒埼（西区）の茶豆、白根（南区）の洋ナシなど、多くの園芸産地ができた。
1960年代以降、鳥屋野などでも市街地化が進み、新潟地震以後は市内の国道・鉄道に沿った地区を中心に、市内各地で住宅地開発が進められた。この間、信濃川下流域では1972年に関屋分水路が通水し、信濃川左岸下流域は全方向が川と海に囲まれるようになり、「新潟島」と呼ばれるようになった。
1973年(昭和48年)に新潟空港にハバロフスク線が開設し、北東アジアを中心に国際線が増加した。

### 昭和後期から平成初期
1982年(昭和57年)に上越新幹線が開通。新潟から東京までの間が日帰り圏内となった。また、1985年(昭和60年)に関越自動車道、1988年(昭和63年)に北陸自動車道が全線開通したことにより高速交通の結節が進んだ。

### 中核市時代
1997年(平成9年)に磐越自動車道が全線開通した。
2002年(平成24年)に日韓ワールドカップの試合が新潟スタジアム（ビッグスワン）で行われた（2002 FIFAワールドカップ#両国の開催都市選定も参照）。2004年(平成26年)よりJリーグアルビレックス新潟がJ1に昇格するなどサッカーブームとなった。

### 政令指定都市時代
平成の大合併により2007年4月1日に政令指定都市に移行した。
2011年(平成23年)には日本海東北自動車道が朝日まほろばICまで開通した。